# Luka Romero
Luka Romero Bezzana (ur. 18 listopada 2004 w Durango) – argentyński piłkarz pochodzący z Meksyku, grający na pozycji napastnika w meksykańskim klubie Cruz Azul.

## Wczesne życie
Romero urodził się w Durango w Meksyku, będąc synem argentyńskich rodziców (jego ojciec występował wówczas w tamtejszym drugoligowym klubie Alacranes de Durango). W wieku trzech lat przeniósł się do Villanueva de Córdoba w Andaluzji w Hiszpanii. W wieku siedmiu lat przeprowadził się z rodziną na Formenterę na Balearach i zaczął grać w klubie Penya Esportiva Sant Jordi na Ibizie.
W 2011 roku Romero był testowany przez FC Barcelonę, ale nie mógł podpisać umowy, ponieważ miał mniej niż 10 lat i nie mieszkał w okolicy Barcelony. W 2015 roku podpisał ośmioletni kontrakt młodzieżowy z RCD Mallorca, w wieku dziesięciu lat. W ciągu pierwszych czterech lat gry dla juniorskiej drużyny Mallorki Romero strzelił 230 bramek w 108 meczach.

## Kariera seniorska
Romero 5 czerwca został powołany na trening z pierwszą drużyną Mallorki przez Vincente Moreno. 16 czerwca był włączony do składu meczowego przeciwko Villarealowi CF po otrzymaniu specjalnego zezwolenia na grę w wieku 15 lat oraz 221 dni. Romero w tym meczu jednak nie zagrał, a Mallorca przegrała z Villarealem 0:1.
Romero rozegrał swój pierwszy mecz w Mallorce 24 czerwca 2020 roku, zastępując Iddrisu Babę w przegranym meczu 0:2 z Realem Madryt. W wieku 15 lat i 219 dni pobił rekord Sansóna dla najmłodszego zawodnika, który kiedykolwiek zagrał w profesjonalnym meczu rozgrywek La Liga.
W lipcu 2023 podpisał kontrakt z włoskim klubem A.C. Milan, obowiązujący do 30 czerwca 2027.

## Kariera międzynarodowa
Urodzony w Meksyku w argentyńskiej rodzinie, w wieku trzech lat przeniósł się do Hiszpanii. Romero posiada paszporty trzech wyżej wymienionych krajów i obecnie może reprezentować wszystkie trzy seniorskie drużyny narodowe. Reprezentował Argentynę w reprezentacji Argentyny U-15 na Mistrzostwach Ameryki Południowej U-15 2019, gdzie zajęli drugie miejsce, strzelając dwa gole w sześciu meczach.
W marcu 2020 r. Romero został powołany do reprezentacji Argentyny U-17 podczas tegorocznego turnieju Montaigu, ale zawody zostały odwołane z powodu pandemii COVID-19.

## Życie osobiste
Ojciec Luki, Diego, jest zawodowym piłkarzem który wciąż występuje w regionalnych ligach w Hiszpanii. Jego brat bliźniak Tobias również jest piłkarzem i gra jako bramkarz.